# Aujourd'hui (quotidien)
Pour les articles homonymes, voir Aujourd'hui.
Ne doit pas être confondu avec Aujourd’hui en France
Aujourd’hui est un quotidien français fondé en septembre 1940 et disparu en août 1944.

## Histoire
Ce quotidien est créé le 22 juin 1940 par Henri Jeanson, qui sort juste de prison, dans l'espoir de fonder un véritable périodique indépendant et pour remplacer le Canard enchaîné, alors interdit, et ce, avec l’accord des Allemands. Jeanson recrute des plumes plutôt ancrées à gauche comme Robert Desnos et des dessinateurs comme Bécan.
Le premier numéro paraît le 10 septembre 1940. En novembre 1940, les autorités allemandes sommèrent le directeur d’Aujourd’hui de prendre publiquement position contre les Juifs et en faveur de la politique de collaboration avec le régime de Vichy. Henri Jeanson démissionne et le journaliste Georges Suarez lui succède.
Dans les semaines qui suivent, le journal Aujourd’hui se met en chasse des « responsables de la défaite », par le recours au mythe du « coup de balai purificateur », par une anglophobie notoire. Il entre en résonance avec le discours du maréchal Pétain, et dans le sens de la propagande nazie. Le quotidien s'affiche par exemple en faveur du procès de Riom qui devait punir les « responsables » républicains de la défaite.
Le dernier numéro, le 1250, sort le 16 août 1944.
Après la libération de Paris le 24 août, arrêté, Georges Suarez est fusillé en novembre 1944.

## Principaux collaborateurs
Il est important de distinguer l'équipe de Jeanson constituée avant novembre 1940, de celle d'après, constituée par Suarez, antisémite notoire.